# Heidi Pataki
Heidi Pataki (née le 2 novembre 1940 à Vienne, morte le 25 avril 2006) est une poétesse et essayiste autrichienne.

## Biographie
Elle étudie les sciences de la communication et l'histoire de l'art à Vienne. De 1970 à 1980, elle est  rédactrice en chef du mensuel Neues Forvm. De 1981 à 1983, elle est rédactrice pour FilmSchrift. Elle devient en 1973 de la Grazer Autorinnen Autorenversammlung, dont elle sera la présidente en 1990.

## Récompenses
- 1998 : Prix de la Ville de Vienne de littérature